# كريس باتلر
كريس باتلر (بالإنجليزية: Chris Butler)‏ هو سياسي بريطاني، ولد في 12 أغسطس 1950. حزبياً، نشط في حزب المحافظين. في الانتخابات العمومية للمملكة المتحدة 1987 ‏، انتخب عضو البرلمان الخمسون للمملكة المتحدة عن دائرة وارينغتون الجنوبية خلال فترته النيابية ‏ (11 يونيو 1987 – 16 مارس 1992).